# Paso Cementerio
Pour les articles homonymes, voir Paso.
Paso Cementerio est une localité d'Uruguay située dans le département de Salto. Sa population est de 75 habitants.

## Population
| Année | Population |
| ----- | ---------- |
| 1963  | –          |
| 1975  | –          |
| 1985  | –          |
| 1996  | –          |
| 2004  | 75         |

,